# MAN L2000
MAN L2000 — семейство среднетоннажных грузовых автомобилей, выпускавшихся компанией MAN в период с 1994 по 2005 год.

## История
Семейство «MAN L2000» включает двухосные автомобили полной массой от 6 до 11,5 тонн с 4- и 6-цилиндровыми двигателями с турбонаддувом (объём 4,58 л, мощность 102, 110, 113, 140, 155 и 180 л. с.; объём 6,87 л мощностью 220 л. с.), механическими 5-ступенчатыми коробками «ZF» типа «Ecolite S5-42», 6-ступенчатыми коробками передач «ZF» типа «Ecolite S6-36», «S6-850», или «Eaton» типа «FSO4106B/ FSO5206B», 9-ступенчатыми «Eaton» типа «FS8209/ FS8309». Для городских развозных операций предлагаются 5-ступенчатая автоматическая коробка Allison типа «AT545A», ГМП и EPS. Подвеска может быть рессорной или пневматической на заднем мосту в зависимости от потребностей. Автомобиль комплектуется как дисковыми тормозами конструкции «Wabco/Perrot» типа «PAN17» на всех мостах, так и барабанными на заднем мосту или на всех — в полноприводных версиях. Стандартный размер колёс — 17,5 дюймов, на полном приводе — 22,5 дюйма. Двигатели серии «D0824/0826» оснащались топливной системой «Bosch» с рядными ТНВД или распределительными типа «VE». Первые автомобили «MAN L2000» соответствовали нормам выбросов Евро-1, в 1994 году в гамме появились двигатели стандарта Евро-2. В конце 1999 года появился модернизированный двигатель серии «D0834» с электронным управлением «EDC» (англ. Electronic Diesel Control) и распределительным ТНВД «Bosch» типа «VP44» новой конструкции.
| Торговое обозначение (используется в модели) | Объём см3                        | Диаметр × ход поршня мм          | Модель двигателя MAN             | Мощность кВт (л. с.) ЭКО-Класс   | Годы производства                | Система питания                  |
| рядный четырёхцилиндровый дизель             | рядный четырёхцилиндровый дизель | рядный четырёхцилиндровый дизель | рядный четырёхцилиндровый дизель | рядный четырёхцилиндровый дизель | рядный четырёхцилиндровый дизель | рядный четырёхцилиндровый дизель |
| -------------------------------------------- | -------------------------------- | -------------------------------- | -------------------------------- | -------------------------------- | -------------------------------- | -------------------------------- |
| 8.103                                        | 4580                             | ø108 × 125                       | D 0824 FL01                      | 75 (102) Евро-1                  | 1993—1996                        | распределительный ТНВД типа VE   |
| 8.113                                        | 4580                             | ø108 × 125                       | D 0824 LFL04                     | 81 (110) Евро-2                  | 1995—1997                        | рядный ТНВД                      |
| 8.113                                        | 4580                             | ø108 × 125                       | D 0824 LFL08                     | 83 (112) Евро-2                  | 1997—2001                        | распределительный ТНВД типа VE   |
| 8.143, 9.143                                 | 4580                             | ø108 × 125                       | D 0824 LFL07                     | 104 (142) Евро-2                 | 1995—1997                        | рядный ТНВД                      |
| 8.153, 9.153, 10.153                         | 4580                             | ø108 × 125                       | D 0824 LFL01 D 0824 LFL05        | 114 (155) Евро-1                 | 1993—1997                        | распределительный ТНВД типа VE   |
| 8.163, 9.163, 10.163                         | 4580                             | ø108 × 125                       | D 0824 LFL02                     | 118 (160) Евро-2                 | 1994—1995                        | рядный ТНВД                      |
| 8.163, 9.163, 10.163                         | 4580                             | ø108 × 125                       | D 0824 LFL06                     | 114 (155) Евро-2                 | 1995—1997                        | рядный ТНВД                      |
| 8.163, 9.163, 10.163                         | 4580                             | ø108 × 125                       | D 0824 LFL09                     | 114 (155) Евро-2                 | 1997—2001                        | распределительный ТНВД типа VE   |
| 8.183, 9.183                                 | 4580                             | ø108 × 125                       | D 0834 LFL03                     | 132 (180) Евро-3                 | 2000—2002                        | распределительный ТНВД типа VP44 |
| рядный шестицилиндровый дизель               |                                  |                                  |                                  |                                  |                                  |                                  |
| 8.223, 9.223, 10.223                         | 6871                             | ø108 × 125                       | D 0826 LFL06                     | 162 (220) Евро-1                 | 1994—1996                        | рядный ТНВД                      |
| 8.224, 9.224, 10.224                         | 6871                             | ø108 × 125                       | D 0826 LFL03                     | 162 (220) Евро-2                 | 1994—2001                        | рядный ТНВД                      |
| 8.224, 9.224, 10.224                         | 6871                             | ø108 × 125                       | D 0826 LFL10                     | 162 (220) Евро-2                 | 1994—2001                        | распределительный ТНВД типа VE   |

### MAN L2000 Evolution / LE (2001—2005)
В 2001 году серия «L2000» была обновлена: значительно были отреставрированы лобовое стекло, передний бампер и фальшрадиаторная решётка, модельный ряд изначально стал называться «LE-C» или «L2000 Evolution», но во второй половине 2002 года обозначения оставили в виде букв «LE» с традиционным индексом приблизительной полной массы и мощности. В серию «LE» входят многочисленные варианты с колёсными формулами 4 × 2 и 4 × 4, полной массой от 7,5 до 10,5 т для городских и коротких местных перевозок, а также для коммерческих служб. Автомобили комплектовали преимущественно 4- и 6-цилиндровыми дизельными двигателями «D0834» и «D0836» с турбиной, интеркулером и ТНВД «Bosch» типа «VP44» с электронным управлением, мощностью от 140 до 220 л. с. экологического стандарта Евро-3, механическими 6-ступенчатыми коробками передач «ZF» типа «Ecolite 6S-850» (по заказу — автоматическими 5-ступенчатыми), ГМП, подвеской на параболических рессорах или пневматической, тормозной системой с АБС в стандартном исполнении, кабинами «L» пяти типов, включая двойные 5-местные и спальные «TopSleeper».
| Торговое обозначение (используется в модели) | Объём см3                        | Диаметр × ход поршня мм          | Модель двигателя MAN             | Мощность кВт (л. с.) ЭКО-Класс   | Годы производства                | Система питания                  |
| рядный четырёхцилиндровый дизель             | рядный четырёхцилиндровый дизель | рядный четырёхцилиндровый дизель | рядный четырёхцилиндровый дизель | рядный четырёхцилиндровый дизель | рядный четырёхцилиндровый дизель | рядный четырёхцилиндровый дизель |
| -------------------------------------------- | -------------------------------- | -------------------------------- | -------------------------------- | -------------------------------- | -------------------------------- | -------------------------------- |
| LE 140 °C LE 8.140, LE 9.140                 | 4580                             | ø108 × 125                       | D 0834 LFL02                     | 103 (140) Евро-3                 | 2001—2004                        | распределительный ТНВД типа VP44 |
| LE 8.150, LE 9.150, LE 10.150                | 4580                             | ø108 × 125                       | D 0834 LFL04                     | 110 (150) Евро-3                 | 2004—2005                        | распределительный ТНВД типа VP44 |
| LE 160 °C                                    | 4580                             | ø108 × 125                       | D 0824 LFL06                     | 114 (155) Евро-2                 | 2000—2001                        | рядный ТНВД                      |
| LE 180 °C LE 8.180, LE 9.180, LE 10.180      | 4580                             | ø108 × 125                       | D 0834 LFL03                     | 132 (180) Евро-3                 | 2001—2005                        | распределительный ТНВД типа VP44 |
| рядный шестицилиндровый дизель               |                                  |                                  |                                  |                                  |                                  |                                  |
| LE 220 °C                                    | 6871                             | ø108 × 125                       | D 0826 LFL10                     | 162 (220) Евро-2                 | 2000—2001                        | распределительный ТНВД типа VE   |
| LE 220 °C LE 8.220, LE 9.220, LE 10.220      | 6871                             | ø108 × 125                       | D 0836 LFL02                     | 162 (220) Евро-3                 | 2001—2005                        | распределительный ТНВД типа VP44 |